# Karin Slaughter

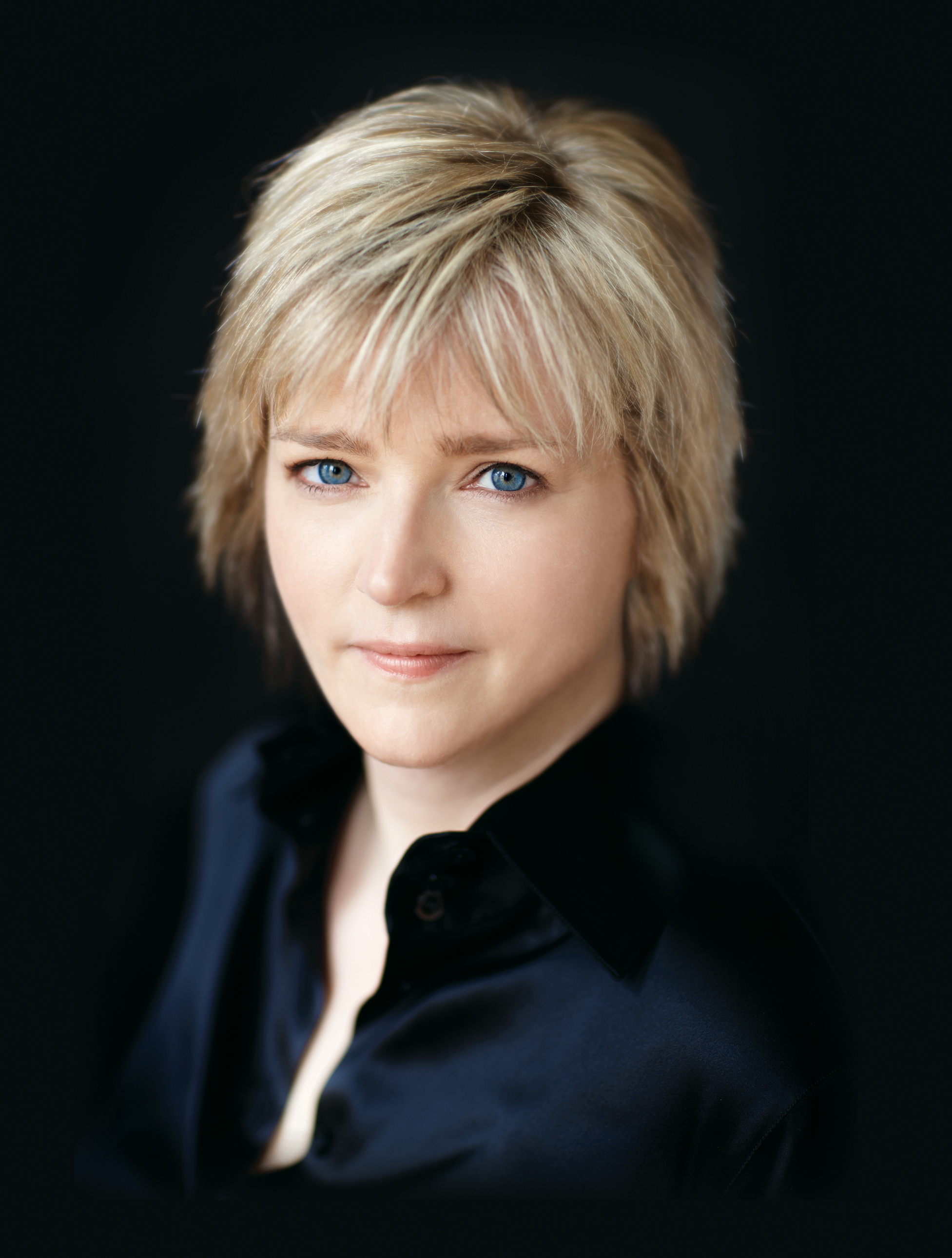
Karin Slaughter 2012

Karin Slaughter, född 6 januari 1971 i Georgia, är en bästsäljande amerikansk deckarförfattare. Hennes första roman, Blindbock (2001), blev en stor internationell framgång och översattes till nästan 30 olika språk, och nominerades till Crime Writer's Association Dagger Award, för bästa thrillerdebut 2001. Fraktur, andra boken i serien om Will Trent, var en bästsäljare i bland annat Storbritannien, Holland och Australien. Totalt har Karin Slaughter sålt mer än 16 miljon böcker världen över.
Numera bor Slaughter i Atlanta.